# Episodi di Grace and Frankie (prima stagione)
La prima stagione della serie televisiva Grace and Frankie, composta da 13 episodi, è stata interamente pubblicata dal servizio on demand Netflix l'8 maggio 2015 negli Stati Uniti e il 22 ottobre dello stesso anno in Italia.
| nº | Titolo originale   | Titolo italiano       | Pubblicazione USA | Pubblicazione Italia |
| -- | ------------------ | --------------------- | ----------------- | -------------------- |
| 1  | The End            | La fine               | 8 maggio 2015     | 22 ottobre 2015      |
| 2  | The Credit Cards   | Le carte di credito   | 8 maggio 2015     | 22 ottobre 2015      |
| 3  | The Dinner         | La cena               | 8 maggio 2015     | 22 ottobre 2015      |
| 4  | The Funeral        | Il funerale           | 8 maggio 2015     | 22 ottobre 2015      |
| 5  | The Fall           | La caduta             | 8 maggio 2015     | 22 ottobre 2015      |
| 6  | The Earthquake     | Il terremoto          | 8 maggio 2015     | 22 ottobre 2015      |
| 7  | The Spelling Bee   | La gara di ortografia | 8 maggio 2015     | 22 ottobre 2015      |
| 8  | The Sex            | Il sesso              | 8 maggio 2015     | 22 ottobre 2015      |
| 9  | The Invitation     | L'invito              | 8 maggio 2015     | 22 ottobre 2015      |
| 10 | The Elevator       | L'ascensore           | 8 maggio 2015     | 22 ottobre 2015      |
| 11 | The Secrets        | I segreti             | 8 maggio 2015     | 22 ottobre 2015      |
| 12 | The Bachelor Party | L'addio al celibato   | 8 maggio 2015     | 22 ottobre 2015      |
| 13 | The Vows           | Le promesse           | 8 maggio 2015     | 22 ottobre 2015      |

## La fine
- Titolo originale: The End
- Diretto da: Tate Taylor
- Scritto da: Marta Kauffman e Howard J. Morris
- Canzone fine puntata: It's Impossible - The New Birth

### Trama
Nel corso di una cena che sembrava apparentemente una come tante, i mariti delle protagoniste, Robert Hanson e Sol Bergstein, decidono dopo vent'anni di relazione segreta di fare coming out con le rispettive mogli ed il resto del mondo; ovviamente le reazioni delle future ex consorti, Grace (Jane Fonda) e Frankie (Lily Tomlin), non esitano ad arrivare, mostrando subito una forte differenza caratteriale fra le due donne. Anche il resto della famiglia, i figli adottivi di Sol e Frankie e le figlie di Grace e Robert, non si fanno attendere. Una volta comunicata a tutti la novità, le protagoniste, per non continuare la loro convivenza con i mariti nelle rispettive case, decidono di trasferirsi in un'abitazione al mare acquistata anni prima in condivisione da entrambe le coppie, ignare del fatto di aver avuto entrambe la stessa idea.

## Le carte di credito
- Titolo originale: The Credit Cards
- Diretto da: Scott Winant
- Scritto da: Marta Kauffman e Howard J. Morris
- Canzone fine puntata: What Should Come - Rimpau

### Trama
Dopo qualche giorno trascorso nella casa al mare, alcuni amici di Frankie vanno a trovarla, convincendo entrambe le donne ad andare a pranzo fuori con loro per trascorrere un momento di spensieratezza. Una volta arrivato il conto, però, le protagoniste hanno una sgradevole sorpresa: carte di credito bloccate, ovviamente dai rispettivi mariti, nonché avvocati divorzisti. Questo fa sì che Frankie si infuri particolarmente nei confronti di Sol, non aspettandosi assolutamente un gesto del genere da parte sua, mentre dal canto suo, Grace, coglie la palla al balzo per incoraggiarla a reagire chiedendo indietro la sua vecchia casa, tutto affinché quest'ultima possa tornare da sola nella casa al mare.
Una volta arrivati tutti nella vecchia casa di Sol e Frankie, anche Brianna, Bud, Mallory e Coyote si ritrovano lì per dare supporto ai rispettivi genitori. Mallory e Coyote si incontrano di nuovo dopo un "incidente" avvenuto anni prima, quando Coyote soffriva di dipendenza da sostanze stupefacenti e alcol, ma Mallory, inizialmente ignara del suo ritorno dopo un periodo di disintossicazione, non prende inizialmente bene la cosa. 
Frankie appura che la vera ragione del blocco dei conti bancari è proprio lei; almeno per il nuovo compagno del marito. Robert infatti è convinto che Frankie non sia in grado di gestire grosse somme di denaro e che tenda ad effettuare acquisti compulsivi notevoli. Questo pensiero, ed il fatto che Sol abbia deciso di dare ascolto al suo futuro marito, provoca una grande delusione nella donna, tanto da non sembrare in grado di riprendersi da questo colpo da sola. Grace da parte sua, già in procinto di trasferirsi definitivamente nella casa al mare, si rende conto dello stato emotivo di Frankie, e non riuscendo ad ignorarla, decide infine di trasferirsi con lei nella casa al mare.

## La cena
- Titolo originale: The Dinner
- Diretto da: Bryan Gordon
- Scritto da: Nancy Fichman e Jennifer Hoppe-House
- Colonna sonora finale: Passenger - Tim Myers

### Trama
Mentre sia Grace che Frankie decidono di riprendere in mano le loro vite, Robert e Sol vivono in una sorta di bolla, finalmente liberi di poter amarsi alla luce del sole.
Entrambe le donne decidono di rientrare nel mondo del lavoro: Grace cerca di tornare nella società da lei fondata in passato, e adesso gestita dalla sua primogenita Brianna, mentre Frankie risponde ad un annuncio per insegnare arte in una casa di riposo. Entrambi i tentativi però non vanno a buon fine, facendo sentire entrambe le donne irrilevanti agli occhi del mondo, in particolar modo Grace.
Robert e Sol decidono di organizzare una cena con tutti i rispettivi figli. I ragazzi, inizialmente cercando di affrontare la serata in maniera tranquilla, nonostante non manchino mai frecciatine ed ironia sulla situazione che stanno vivendo, ma alla fine si rendono conto che non è affatto corretta la loro presenza a quella cena nei confronti delle loro madri, spingendoli così ad andare via da casa dei padri e portare alle mamme il dolce che era precedentemente destinato alla loro cena. Questo episodio fa sì che anche Mallory e Coyote si trovino nuovamente d'accordo su qualcosa, e spinge così Mallory a fare un passo nei confronti di Coyote.
Alla luce di quanto successo i due amanti si rendono conto di aver effettivamente affrettato i tempi e che affinché la situazione fosse effettivamente accettata da tutti, ci sarebbe ancora voluto del tempo.

## Il funerale
- Titolo originale: The Funeral
- Diretto da: Tim Kirkby
- Scritto da: Alexa Junge
- Canzone finale: The Greatest - Cat Power

### Trama
A seguito della morte di un collega di vecchia data di Robert e Sol, tutti e quattro i protagonisti si ritrovano al suo funerale, ovvero al primo evento pubblico dopo il coming out degli uomini.
Grace inizialmente cerca in tutti i modi di evitare di incontrare il suo ex marito, ma per forza di cosa è costretta a restare più a lungo di quanto avrebbe voluto, incontrando inoltre persone che facevano parte della sua vita prima della separazione con Robert, come sua sorella. Frankie inizialmente non è curante della situazione, ma ad un tratto si rende conto di quanto effettivamente l'attenzione di molte persone sia rivolta più a loro che al defunto stesso.
Superata la fase iniziale della funzione, i quattro si trovano costretti ad incontrarsi, è la cosa si rivelerà poco piacevole per tutti.

## La caduta
- Titolo originale: The Fall
- Diretto da: Betty Thomas
- Scritto da: Billy Finnegan

### Trama
Durante un poco divertente sabato sera trascorso in casa tra Grace, Frankie e Brianna, le due donne hanno modo di confrontarsi rispettivamente con la ragazza, curiosa di sapere come proceda la convivenza. Nel mentre, sempre Brianna, cerca di convincere sua madre ad iscriversi su un sito di incontri per trovare un uomo.
Ad un certo punto della serata Grace è praticamente costretta ad accompagnare le due a prendere un frozen yogurt, non essendo loro in grado di guidare dopo aver fumato uno dei loro abituali spinelli da relax.
Una volta arrivate, a causa di un pavimento bagnato, Grace scivola e la puntata si trasforma in una sorta di sogno immaginario: Grace ricoverata in ospedale con un'anca rotta, costretta a dover subire un'operazione imminente. Sin da subito i suoi cari cercano di starle vicino; le figlie vanno a farle visita ed anche il suo ex Robert va a vedere come sta, ma la persona che dimostra più di tutto il suo supporto è Frankie, nonostante il fatto che Grace sia spesso poco garbata nei suoi confronti ed esprima giudizi inappropriati su di lei e la sua famiglia. Al termine del sogno, nella realtà, Grace riesce a non cadere proprio grazie a Frankie, che riesce a tenerla prendendola per un braccio. Questo fa sì che Grace inizi realmente a prendere coscienza di quanto Frankie sia un'amica vera, nonostante le loro mille differenze.

## Il terremoto
- Titolo originale: The Earthquake
- Diretto da: Tristram Shapeero
- Scritto da: Jacquelyn Reingold
- Canzone finale: Free Me - Joss Stone

### Trama
Grace decide finalmente di uscire con un uomo conosciuto attraverso il sito di incontri, mentre a San Diego c'è una piccola scossa di terremoto che provoca molta agitazione in Frankie, la quale soffre di fobia per questi ultimi.
Quando Grace va all'incontro, Sol raggiunge Frankie, cosciente dello stato in cui si potesse trovare e trascorrono così l'intero pomeriggio insieme. Al ritorno dalla sua uscita, non particolarmente riuscita, Grace trova in casa un ex galeotto studente d'arte di Frankie, Byron, intento a farsi un panino. L'incontro, per quanto fugace, desterà un certo piacere alla protagonista. Intanto Coyote fa una visita a sorpresa a Mallory per cercare di riallacciare i rapporti dopo il piccolo "incidente" verificatosi anni prima con Mitch, marito di Mallory.

## La gara di ortografia
- Titolo originale: The Spelling Bee
- Diretto da: Tim Kirkby
- Scritto da: Julieanne Smolinski
- Canzone finale: Save Me - Aimee Mann

### Trama
Reduce da un appuntamento alla quale le danno buca, oltre a varie esperienze poco positive del passato, Brianna decide di adottare un cane.
Grace va all'ennesimo appuntamento della settimana mentre Frankie continua la sua vita casalinga nell'ozio.
Come ogni anno, in questo periodo trasmettono in televisione una gara di spelling, che Sol e Frankie erano abituati a vedere insieme. Inizialmente Sol cerca di convincere Frankie a ripetere la stessa cosa anche quest'anno, ma lei inizialmente rifiuta, per poi ripensarci e presentarsi a casa di Sol per guardarla con lui.
Aspettando il suo appuntamento, Grace, incontra un vecchio amico di università di Robert, Guy, e vedendo l'uomo con il quale avrebbe dovuto passare il pomeriggio, preferisce andare a prendere un gelato con l'amico appena rincontrato.
Brianna adotta un cucciolo con il quale apparentemente non sembra scattare nessuna sintonia, così decide di farlo riprendere dal suo vecchio padrone. Le cose però non vanno come Brianna immaginava, confermando comunque la sua idea iniziale.

## Il sesso
- Titolo originale: The Sex
- Diretto da: Dennie Gordon
- Scritto da: David Budin e Brendan McCarthy
- Canzone finale: Samba E Amor - Joel Virgel

### Trama
Grace decide di incontrare nuovamente Guy, iniziando così con lui una vera frequentazione, fino a decidere di farci sesso dopo tanti anni trascorsi con lo stesso uomo.
Frankie incontra il suo amico, Jacob, coltivatore e fornitore di yams, con il quale però non sembra esserci sin da subito solo un'amicizia.
Le due si confrontano sulle rispettive esperienze: da un lato Grace consuma rapporti sessuali mediocri con Guy, con il quale infatti non scatta una grande sintonia sotto le coperte, dall'altro Frankie invece apprende dal suo amico Jacob che c'è effettivamente qualcosa in più di una semplice simpatia da parte sua.
Intanto, Coyote decide di trovare la sua madre biologica, e mentre inizialmente fosse intento a tenere la cosa per sé, successivamente Bud viene a conoscenza della cosa.

## L'invito
- Titolo originale: The Invitation
- Diretto da: Matt Shakman
- Scritto da: Billy Finnegan
- Canzone finale: Let My Love Open the Door - Stacey Marcus

### Trama
Mentre Sol e Robert sono impegnati con i preparativi del loro matrimonio, Grace e Frankie ospitano per qualche giorno Split, il cane di Brianna.
Al suo rientro Brianna, parlando con sua madre e la sua amica, viene a conoscenza di un lubrificante totalmente biologico prodotto da Frankie. Inizialmente la ragazza è riluttante verso questo prodotto, ma a seguito di un focus group informale svolto nella sua azienda per provare l'efficacia dello stesso cambia idea, decidendo anche di provarlo con Barry, contabile della sua azienda.
Frankie prova risentimento nei confronti di Sol, convinta che lui non gli abbia inviato l'invito per il suo matrimonio, cose che infine si rivela sbagliata.
Grace, ancora intenta a mantenere una relazione con Guy, decide di uscire allo scoperto rivelandogli degli aspetti della sua persona che fino ad ora gli aveva nascosto.

## L'ascensore
- Titolo originale: The Elevator
- Diretto da: Miguel Arteta
- Scritto da: Laura Jacqmin
- Canzone finale: Joe Cocker - Feelin' Alright

### Trama
La puntata inizia con Grace, Frankie, Robert, Sol e Bud che entrano in un ascensore dopo aver firmato le loro rispettive carte di divorzio.
Dopo poco l'ascensore si blocca e Grace e Bud hanno un flashback, che li riporta al Labor Day di diversi anni prima.
Nel racconto descrivono quanto Grace fosse presa dal suo lavoro prima della pensione e di come non perdesse mai occasione per dire qualcosa di poco carino a Frankie.
Anche in quel contesto Robert e Sol cercavano di capire quando avrebbero potuto confessare la loro relazione agli altri componenti della famiglia, non riuscendoci neanche in quel giorno a causa dell'arrivo imprevisto di Mitch e Mallory, la quale era allora incinta del suo secondo figlio.
A seguito di quella giornata, dopo aver rischiato di perdere la nascita della sua nipotina per questioni lavorative, Grace decide di andare in pensione e lasciare la sua società a Brianna, nell'intento di cercare di riavvicinarsi anche a Robert, che alla luce di questo decide nuovamente di rimandare la confessione sulla loro storia.
Durante il sonno, Bud, riesce a scovare suo padre e Robert baciarsi, ma decide di tenere per sé la cosa.
Una volta finito il flashback Bud si scusa con la mamma per non averle detto la verità, ma Frankie al contrario lo ringrazia per aver potuto così continuare per altri cinque anni la sua storia con Sol, provocando un po' di commozione in tutti i presenti.

## I segreti
- Titolo originale: The Secrets
- Diretto da: Andrew McCarthy
- Scritto da: Nancy Fichman e Jennifer Hoppe-House
- Canzone finale: She - The Monkees

### Trama
Grace continua indisturbata la sua relazione con Guy, anche se Frankie inizia a risentire della sua continua presenza in casa loro.
A seguito di una lezione d'are, lo studente di Frankie, Byron, va nuovamente a far visita a Grace, che anche questa volta rimane colpita dalla bella presenza dell'ex galeotto, scambiandosi con lui il bacio d'addio. Questa volta però Frankie li coglie in fragrante e pretende così spiegazioni da Grace, che le racconta tutto.
Contemporaneamente, Sol e Robert, fanno le prove per il catering del loro matrimonio, chiamando una coppia di loro amici cuochi. Durante la giornata, Sol capisce che Robert ha avuto anche un altro amante in passato pretendendo così spiegazioni in merito. Sol, alla fine, scopre che la persona in questione era proprio uno dei loro amici presenti in casa e la cosa non gli fa per niente piacere.
Durante una piccola discussione fra Grace e Frankie sull'aver detto a Sol del bacio con l'ex galeotto, Guy torna in casa e viene a conoscenza della cosa, non prendendola affatto bene.
Una volta smaltita la rabbia iniziale, però, Guy capisce che tutta l'importanza data a quel bacio dipendesse proprio dall'amore che provava verso Grace, decidendo così di confessargli i suoi reali sentimenti. La donna, allo stesso tempo, capisce così di non ricambiare a pieno l'amore verso Guy.
Intanto Brianna prosegue la sua conoscenza con Barry andando con lui al cinema, dove incontrano casualmente Bud e Coyote.

## L'addio al celibato
- Titolo originale: The Bachelor Party
- Diretto da: Julie Anne Robinson
- Scritto da: Jacquelyn Reingold
- Canzone finale: Heartbreak - Hanni El Khatib

### Trama
Bud e Coyote decidono di preparare l'addio al celibato per i loro padri, ma non essendo molto ferrati in materia di feste chiedono aiuto a Mallory, che sarà felice di aiutarli.
Grace, vedendo Frankie passare le sue giornate senza avere grandi impegni, decide di tirarle su il morale proponendole una serata "di' sempre sì".
Al termine della serata, Grace racconta a Frankie della dichiarazione d'amore avuta da Guy, ma anche di quali invece siano i suoi reali sentimenti per lui, arrivando così alla conclusione di dover chiudere il loro rapporto.

## Le promesse
- Titolo originale: The Vows
- Diretto da: Dean Parisot
- Scritto da: Marta Kauffman, Howard J. Morris e Alexa Junge
- Canzone finale: Weary Blues - Madeleine Peyroux

### Trama
Frankie e Sol si ritrovano insieme nella loro vecchia casa per sistemare degli scatoloni, quando Sol ha un momento di nostalgia pensando al loro passato insieme, il che provoca un riavvicinamento inaspettato con Frankie.
Intanto Robert, impegnato a scrivere la promessa di matrimonio con l'aiuto delle figlie, è ignaro della situazione.
Grace, chiude definitivamente con Guy, e grazie ad un consiglio di Frankie, le riaffiora alla memoria un vecchio amore al quale non pensava ormai da anni.